# Gmina Trgovište
Gmina Trgovište (serb. Opština Trgovište / Општина Трговиште) – jednostka administracyjna najniższego szczebla w Serbii, w okręgu pczyńskim. W 2011 roku zamieszkiwana przez 5091 osób, niemal 100% mieszkańców stanowili Serbowie. W 2014 roku mieszkało tu 4806 osób.
W 2007 roku mieszkało tu 5690 osób. Powierzchnia gminy wyniosła 370 km², z czego 56,4% wykorzystywano do celów przemysłowych.

## Demografia

### Narodowości
| Spis narodowości w 2002: - Serbowie – 98,49% (6276), - Macedończycy – 0,44% (28), - Bułgarzy – 0,19% (12) - pozostali – 0,88% (56). | Spis narodowości w 2011: - Serbowie – 97,76% (4977), - Romowie – 0,57% (29) - Macedończycy – 0,53% (27), - Bułgarzy – 0,28% (14) - pozostali – 0,86% (44). |

## Miejscowości
W gminie nie ma ośrodku miejskiego, za to istnieje 35 wsi:

- Babina Poljana
- Barbace
- Crna Reka
- Crnovce
- Crveni Grad
- Dejance
- Donja Trnica
- Donji Kozji Dol
- Donji Stajevac
- Dumbija
- Đerekarce
- Goločevac
- Gornja Trnica
- Gornji Kozji Dol
- Gornji Stajevac
- Gornovac
- Kalovo
- Lesnica
- Mala Reka
- Margance
- Mezdraja
- Novi Glog
- Novo Selo
- Petrovac
- Prolesje
- Radovnica
- Rajčevce
- Surlica
- Šajince
- Šaprance
- Široka Planina
- Šumata Trnica
- Trgovište
- Vladovce
- Zladovce